# فيرنر شنايدر (لاعب كرة قدم)
فيرنر شنايدر (بالألمانية: Werner Schneider)‏ (26 يوليو 1954 - ) هو لاعب كرة قدم ألماني في مركز الدفاع. لعب مع بوروسيا دورتموند ونادي دويسبورغ ونادي هرتا برلين.

## وصلات خارجية
- فيرنر شنايدر (لاعب كرة قدم) على موقع قاعدة بيانات كرة القدم.إي يو (الإنجليزية)
- فيرنر شنايدر (لاعب كرة قدم) على موقع بيانات كرة القدم. دي إي (الألمانية)